# Nandurbar
Nandurbar es una ciudad y  municipio situada en el distrito de Nandurbar en el estado de Maharashtra (India). Su población es de 111037 habitantes (2011). Se encuentra a 342 km de Bombay.

## Demografía
Según el censo de 2011 la población de Nandurbar era de 111037 habitantes, de los cuales 57412 eran hombres y 53625 eran mujeres. Nandurbar tiene una tasa media de alfabetización del 88,09%, superior a la media estatal del 82,34%: la alfabetización masculina es del 92,27%, y la alfabetización femenina del 83,69%.